# Asekurant
Asekurant – poprzez pojęcie asekuranta rozumiemy osobę, która odmawia uczestnictwa w grze sprawiedliwej. Przeciwieństwem takiej osoby jest hazardzista.